# Császár-féle test
A Császár-féle test geometriai test, nemkonvex poliéder.
| Császár-féle test     | Császár-féle test |
| --------------------- | ----------------- |
|                       |                   |
| Lapok                 | 14 háromszög      |
| Élek                  | 21                |
| Csúcsok               | 7                 |
| Euler-karakterisztika | 0                 |
| Génusz                | 1                 |
| Duális poliédere      | Szilassi-poliéder |
| Konvexitás            | Nem konvex        |

Topológiailag a tórusszal homeomorf, azaz gyurmából elkészített modelljét vágás és ragasztás nélkül gyűrűvé lehet átformálni (szemben például a tetraéderrel, amivel ezt nem lehet megtenni). 14 háromszög határolja. Átlói nincsenek, minden pár csúcs egy élben érintkezik egymással. A tetraéderen és a Császár-féle testen kívül nem ismert olyan poliéder, amelynek nincsenek átlói. A Császár-féle test a Szilassi-poliéder duális poliédere. Nevét felfedezőjéről, Császár Ákosról kapta.

## Átlómentes testek
Ha egy c csúcsszámú, l lapszámú, e élszámú poliédert beültetünk egy h lyukú felületbe olyan módon, hogy minden csúcspárt egy éllel kötünk össze, az Euler-féle poliédertétel általánosításának ({\displaystyle c+l-e=2-2h}) átalakítása után azt kapjuk, hogy
{\displaystyle h={\frac {(c-3)(c-4)}{12}}}.
Az egyenletet a tetraéder h = 0 és c = 4 értékekkel elégíti ki, a Császár-féle test pedig h = 1 és c = 7-tel. A következő lehetséges megoldás, a h = 6 és c = 12, ami egy 44 lapú, 66 éllel rendelkező test lenne, amiről nem tudjuk, létezik-e valójában. Általánosabban, az egyenletet kielégítő megoldások esetében a c 0, 3, 4, vagy 7 maradékot ad 12-vel osztva.

## Története
A Császár-féle test felfedezéséhez egy 1948-as középiskolai matematikai versenyfeladat vezetett. A feladat így szólt: „Bizonyítandó, hogy a tetraéderen kívül nincs más olyan konvex poliéder, amelynek bármely két csúcsát él köti össze.” Császár, aki akkor az ELTE tanársegédje volt, elgondolkodott azon, hogy a konvexitási feltételt elhagyva adódik-e más átló nélküli poliéder. A verseny után röviddel megmutatta, hogy a tetraéderen kívül van még egy olyan poliéder, amely kielégíti a feladat feltételeit, és ez a Császár-féle test.